# Luật tự nhiên

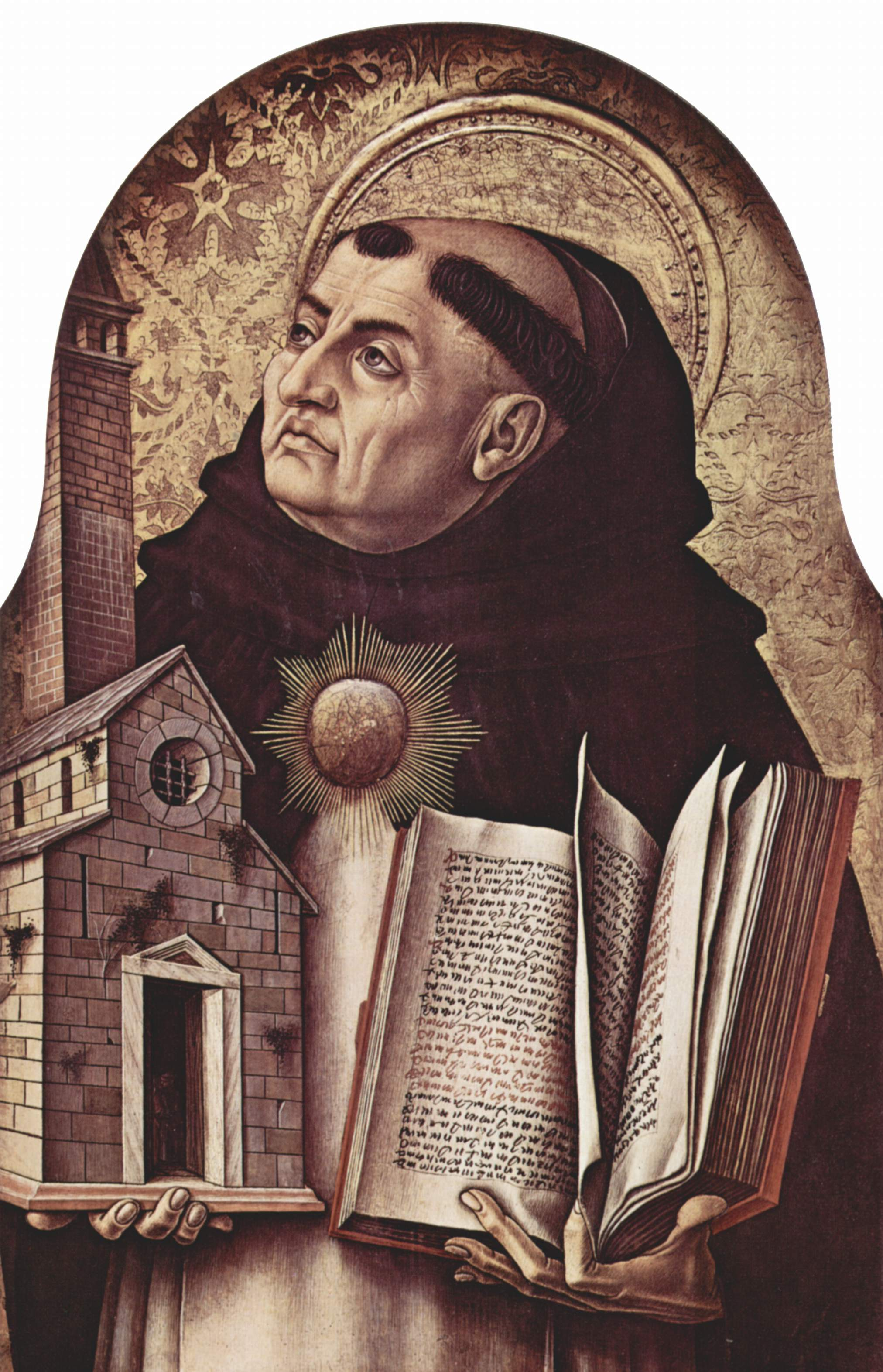
Thomas Aquinas, nhà triết học kinh viện thời Trung Cổ, người phục hồi khái niệm luật tự nhiên từ thời Hy Lạp Cổ Đại và phát triển nó.

Luật tự nhiên hay luật của tự nhiên (tiếng Latinh lex naturalis) là hệ thống luật được xác định bởi tự nhiên, do đó có tính phổ quát. Đây là quy luật tồn tại độc lập với luật lệ được đặt ra bởi một trật tự chính trị, xã hội hay một quốc gia. Đây là một thuật ngữ vừa được sử dụng trong triết học vừa sử dụng trong luật học. Lý thuyết về luật của tự nhiên được Aristotle đề cập lần đầu tiên. Ông cho rằng trong tự nhiên đã có sẵn những quy luật, luật lệ và công lý, và con người tốt nhất là phải soạn thảo những quy luật tuân theo luân lý của tự nhiên. Mặc dù ông cho rằng một xã hội chính trị hoàn hảo có thể không cần đến pháp luật, nhưng nếu cần đến pháp luật thì pháp luật tự nhiên sẽ là pháp luật tốt nhất.
Học thuyết luật tự nhiên được tiếp tục phát triển trong bối cảnh Ki-tô giáo bởi Thánh Thomas Aquinas. Ông gắn quan điểm về luật tự nhiên với Thiên chúa giáo. Theo ông, luật có bốn loại:
-Ý Chúa
-Luật tự nhiên
-Luật của con người
-Luật thiêng liêng
St Thomas Aquinas cho rằng Luật ý Chúa là luật có giá trị cao nhất, quyết định sự tồn tại của vạn vật. Luật Tự nhiên là sự tham gia của con người vào Luật ý Chúa. Do vậy, Luật Tự nhiên phải tuân thủ theo nguyên tắc: cái xấu phải tránh, cái tốt phải được thực hiện. Luật của con người là sự áp dụng Luật Tự nhiên của các Chính phủ vào Xã hội. Luật Thiêng liêng là những gì được ghi ở Kinh Thánh.
Nói về Học thuyết luật tự nhiên còn phải kể tới Hugo Grotius và Thomas Hobbes. Hugo Grotius cho rằng luật tự nhiên cũng có vai trò hình thành nên hệ thống pháp luật giữa các quốc gia. Ông cho rằng luật tự nhiên được mọi người ủng hộ do tính hợp lý của nó. Nhưng trái với Aquinas, ông cho rằng luật tự nhiên sẽ tồn tại dù Chúa tồn tại hay không. Ngoài ra, ông còn nhấn mạnh vai trò bảo vệ cá nhân của luật tự nhiên. Thomas Hobbes cho rằng luật tự nhiên là những nguyên tắc được hình thành từ tự nhiên bởi vì con người không thể làm gì phá hủy cuộc sống của họ. Theo đó, luật tự nhiên phải được xã hội áp dụng để bảo vệ cho cuộc sống con người.
Về luật học, luật của tự nhiên là một loại hình luật theo nguyên tắc sự vật như nó có vì nó vốn như thế. Loại hình luật này phổ biến ở Scotland, nơi luật của tự nhiên là một loại luật tồn tại bên cạnh luật dân sự và hình sự và các cuộc tranh luận về loại luật này không chỉ giới hạn ở loài người.
Trong triết học, nhất là ở các nước theo truyền thống luật Anh-Mỹ, nguyên tắc luật của tự nhiên được đề cập một cách hàm ý hay công khai chỉ trong các văn kiện như Magna Carta và Tuyên ngôn Độc lập Hoa Kỳ, khi các quyền được đề cập một cách ám chỉ hay rõ ràng trong các văn kiện trên là thuộc tính vốn có của con người. Ví dụ, trích dẫn từ Tuyên ngôn Độc lập Hoa Kỳ: "...tất cả con người sinh ra đều bình đẳng, Tạo hóa đã cho họ những Quyền được sống và mưu cầu hạnh phúc cho bản thân và những người xung quanh " nêu rõ quyền này là thuộc tính luôn có của con người.